# Moor

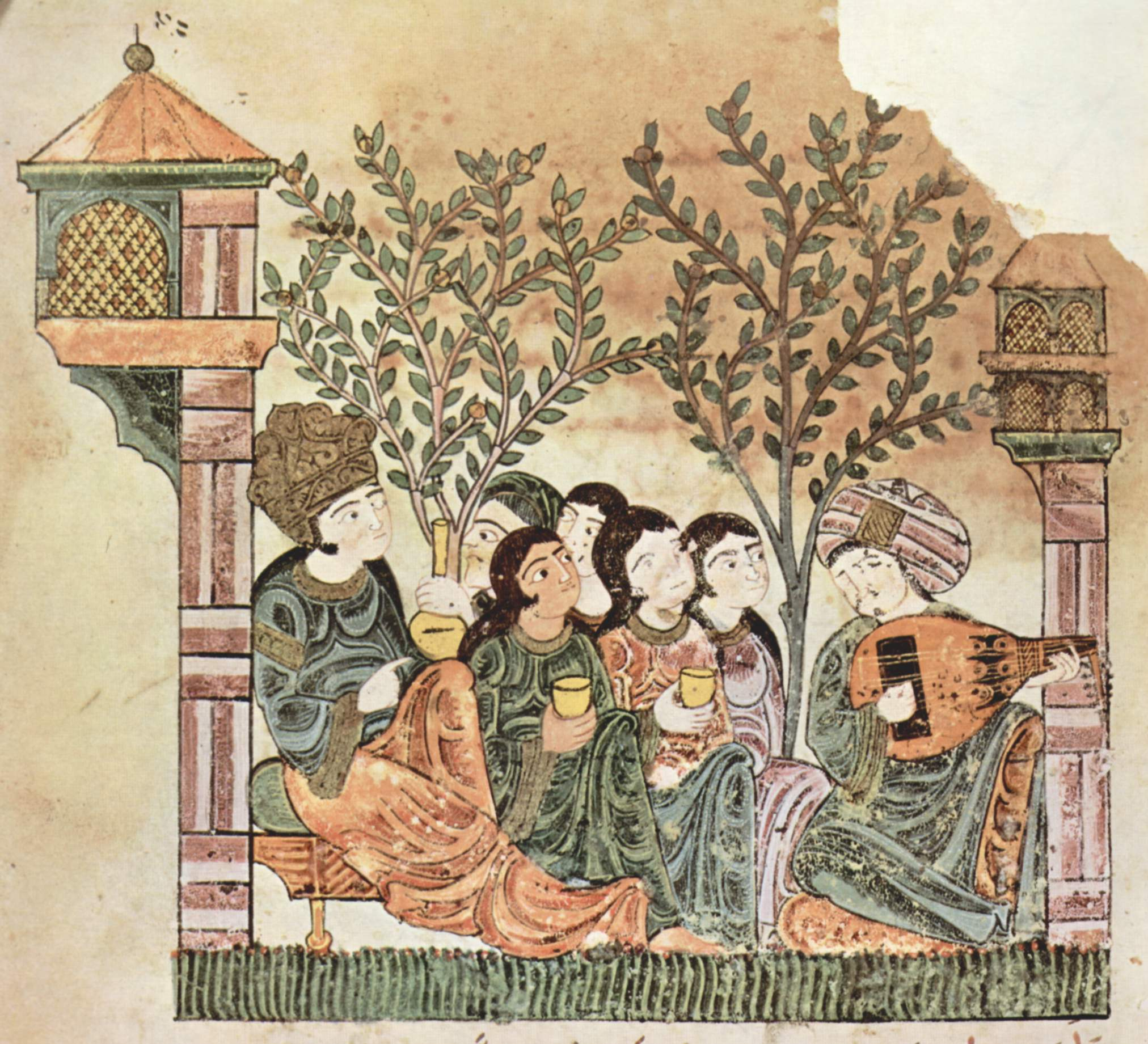
Bức tự họa của người Hồi giáo ở Iberia, lấy từ Tale of Bayad and Riyad.

Moor là từ dùng để mô tả nhóm dân cư trong lịch sử bao gồm người Berber, người châu Phi da đen, người Ả Rập có nguồn gốc Bắc Phi, những nhóm người này đã chinh phục và xâm chiếm bán đảo Iberia trong gần 800 năm. Tại thời điểm đó, họ là những người Hồi giáo, trước đó thì người Moor theo tôn giáo khác. Họ gọi lãnh thổ này là Al-Andalus, bao gồm phần lớn Tây Ban Nha và Bồ Đào Nha ngày nay.
Moor không phải là nhóm dân tộc riêng biệt. Những người châu Âu thời trung cổ và hiện đại áp dụng cái tên này cho người Berber, ngoài ra còn cả người Ả Rập và người Iberia Hồi giáo, người Tây Phi từ Niger và Mali đã bị đồng hóa vào triều đại Almoravid. Các học giả nghiên cứu cho rằng "thuật ngữ Moor không có giá trị thực sự về dân tộc".
Người Moor Andalusia cuối thời kỳ trung cổ đã tới định cư tại bán đảo Iberia sau khi quân Moor chinh phục Rashidun, Umayyad Caliphate và Hispania. Sự thống trị của người Moor thời đó trải dài từ các khu vực mà ngày nay là Mauritanie, các quốc gia Tây Phi, và sông Senegal. Trước đó, những người La Mã cổ đại đã tiếp xúc (sau đó xâm chiếm) các phần của Mauretania, một nhà nước bao phủ các phần của Maroc, khu vực tây và trung Algérie ngày nay. Những người này được văn học cổ đại ghi chú là Mauri.
Thuật ngữ Mauri và các biến thể của nó, được những thương nhân và nhà thám hiểm châu Âu sử dụng sau này vào thế kỷ từ 16 tới 18 để chỉ những người Berber và người Ả Rập nói phương ngữ Ả Rập Hassaniya. Ngày nay, những nhóm người này sinh sống ở Mauritanie và các phần của Algérie, tây Sahara, Maroc, Niger và Mali.
Những người nói ngôn ngữ châu Âu đã từng coi những nhóm dân tộc liên quan là Moor. Ngày nay ở Iberia, thuật ngữ này dùng để chỉ những người Maroc sống ở châu Âu. Moor còn được thông tục áp dụng cho bất cứ người tới từ Bắc Phi nào. Từ này đôi khi bị cho là miệt thị và phân biệt chủng tộc.